# Rumpa
Rumpa (norwegisch für Rumpf) ist eine Insel vor der Prinz-Harald-Küste des ostantarktischen Königin-Maud-Lands. Sie liegt 8 km nordwestlich der Landspitze Hovdeneset im östlichen Teil der Lützow-Holm-Bucht.
Norwegische Kartographen, die sie auch benannten, kartierten sie anhand von Luftaufnahmen der Lars-Christensen-Expedition 1936/37.